# 라케타
'라케타(러시아어: Ракета)는 소련 및 러시아의 시계 브랜드 중 하나이다.

## 갤러리

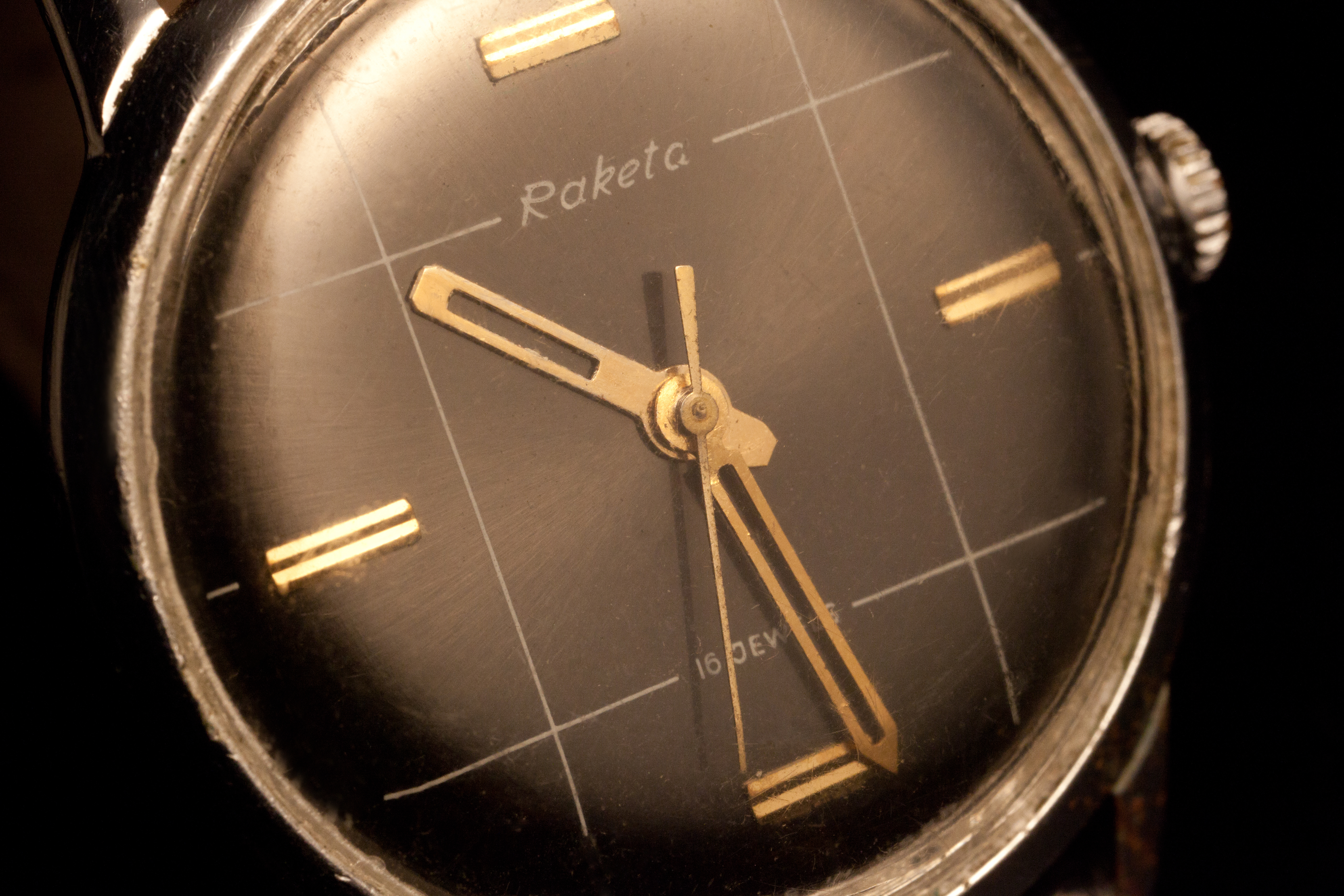
Raketa Sport, 1967
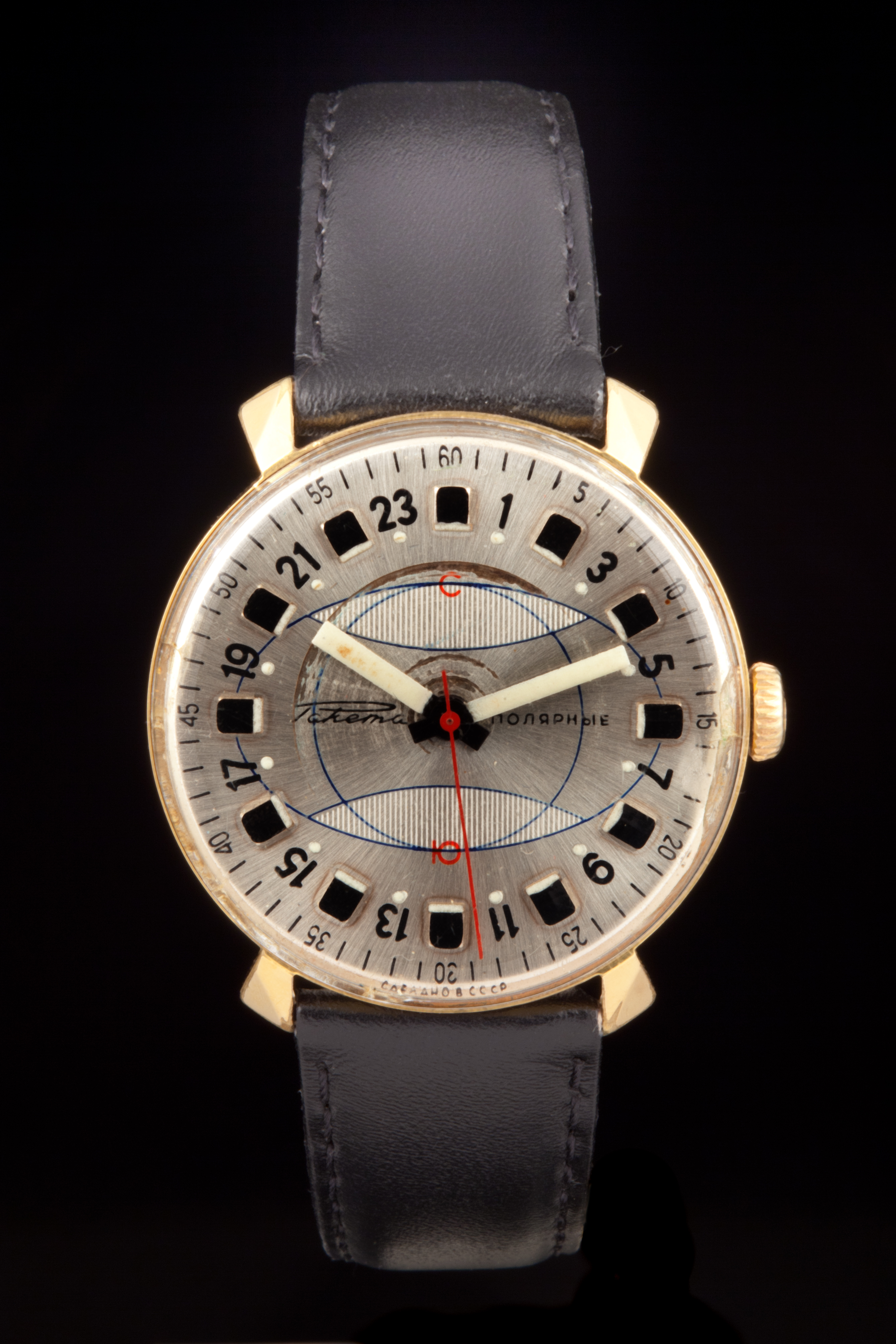
«"Raketa" Polar, 1969
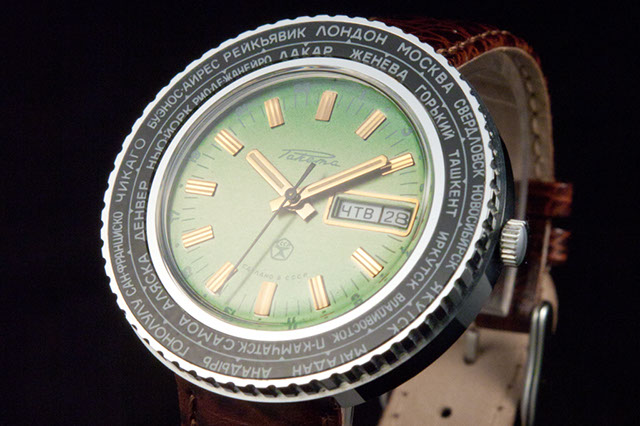
Raketa, 1974
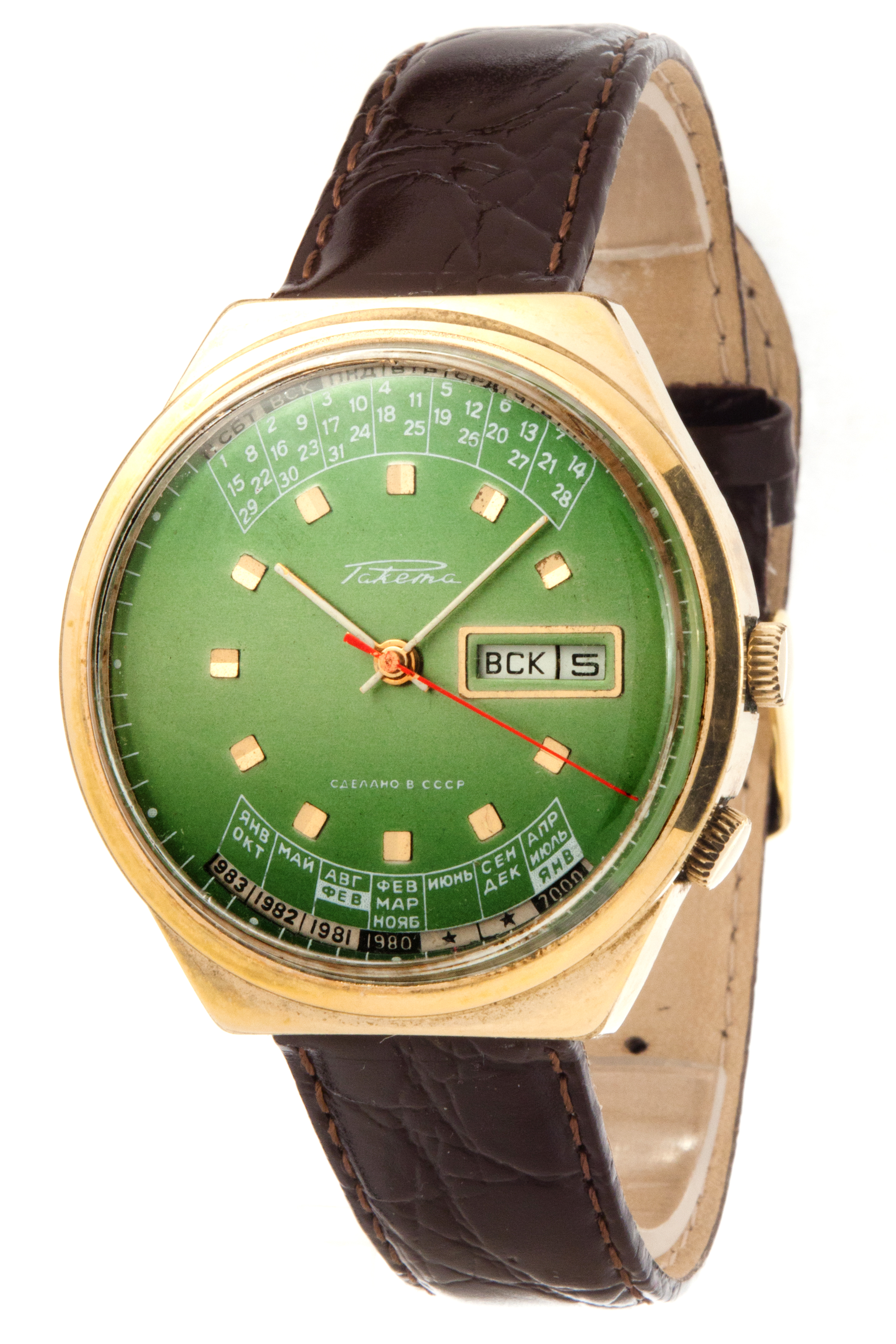
Raketa, 1978
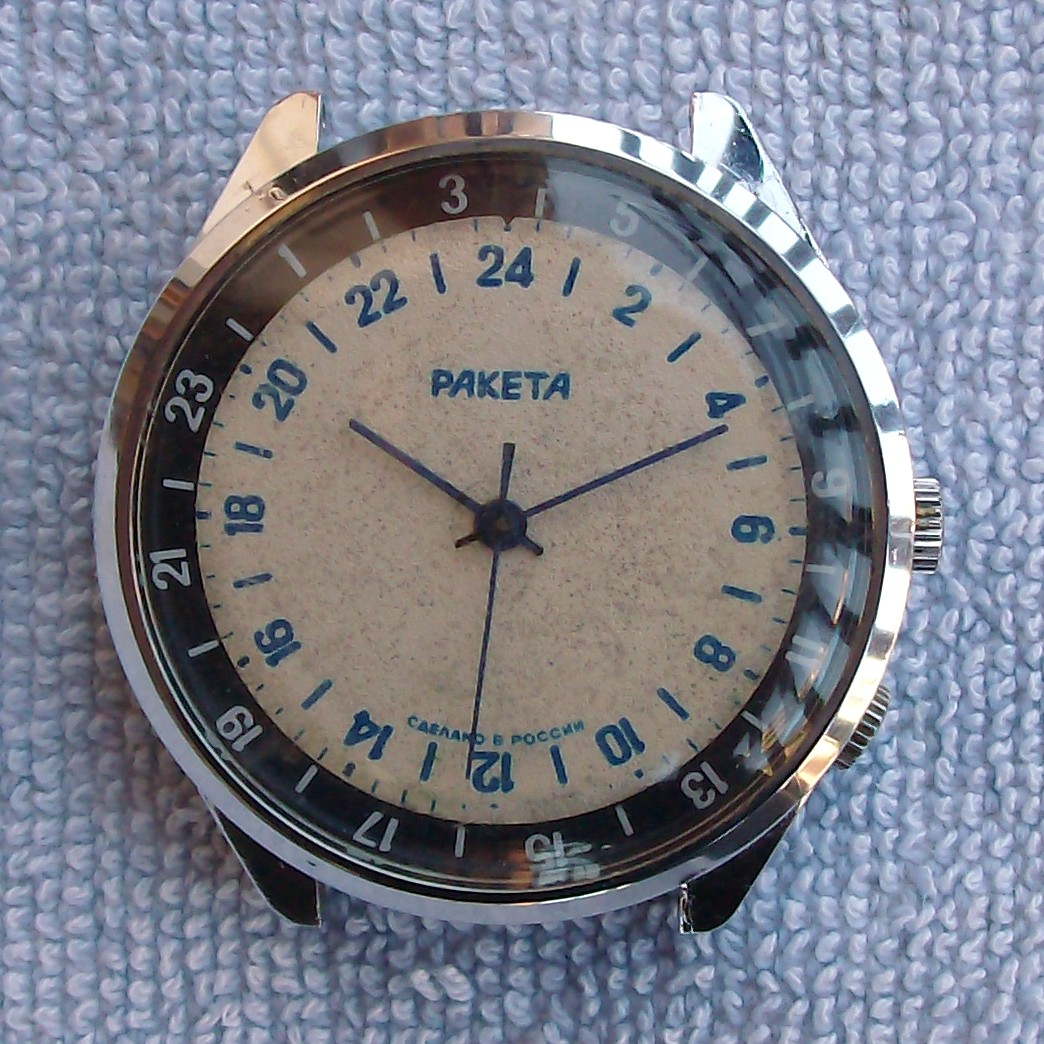
Raketa 24
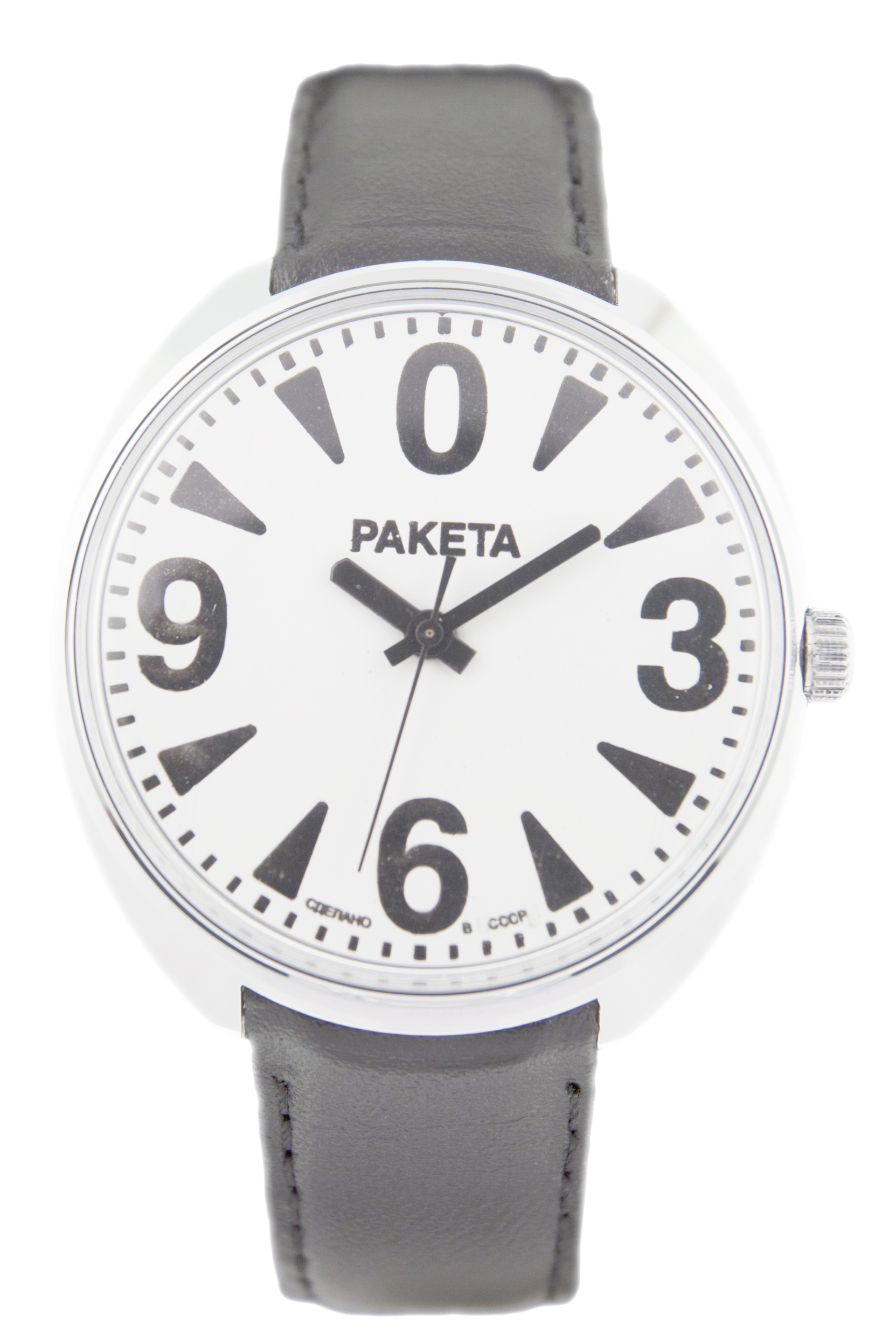
«Petrodvorets Classic», 1985